# 三伏峠
三伏峠（さんぷくとうげ）は、赤石山脈にある峠。日本最高所（標高2,580m）の峠である。
塩見岳の南西に位置し、長野県下伊那郡大鹿村と静岡県静岡市葵区の境界にある。峠とはいうものの、静岡県側の道は荒廃が進みほとんど残っていない。
峠の長野県側に三伏峠小屋があり、北の塩見岳、南の荒川岳、赤石岳への登山拠点として用いられる。以前は少し下がった位置に無人の三伏小屋があったが環境保全のため2003年に閉鎖されている。
後立山連峰の針ノ木峠、秩父の雁坂峠と合わせて日本三大峠と呼ばれることがある。

## 歴史
明治初期に南アルプスを横断する「伊奈街道」(伊那にあらず)の一部として計画され、明治19年に開通した。伊奈街道は大鹿村から三伏峠を経て大井川を越え、白峰南嶺の伝付峠を経て山梨県早川町新倉地区および奈良田地区に至る街道であったが、鉄道網の発達や整備の困難さなどの理由により街道としては衰退していった。この伊奈街道を利用した登山道が塩川ルートである。
平成5年に鳥倉林道が開通してからは、三伏峠への登山道は鳥倉林道ルートが主流となっている。

## 山小屋
- 三伏峠小屋（長野県下伊那郡大鹿村鹿塩塩川国有林14小班イ）[1]